# Duyun
Duyun (都匀 ; pinyin : Dūyún) est une ville de la province du Guizhou en Chine. C'est le chef-lieu de la préfecture autonome buyei et miao de Qiannan.

## Démographie
La population du district était de 450 570 habitants en 1999, et celle de la ville de Duyun était estimée à 92 083 habitants en 2007.

## Faits de société
Selon la Laogai Research Foundation, un laogai (« camp de rééducation par le travail ») y serait implanté.